# Oranje Nassau College
Het Oranje Nassau College is een scholengemeenschap in de Nederlandse stad Zoetermeer, die samen met 25 basisscholen tot de Unicoz onderwijsgroep behoort.

## Geschiedenis
Met de aanwijzing in 1962 van het dorp Zoetermeer als groeikern en de daaruit volgende toename van het aantal inwoners, ontstond er een behoefte aan middelbaar onderwijs. In 1968 werden besprekingen gevoerd tussen het bestuur van het Protestants Christelijk (PC) onderwijs, het bestuur van het Rooms Katholiek (RK) onderwijs, en de gemeente als bevoegd gezag van het Openbaar onderwijs. Op 20 november 1969 kon als gevolg daarvan de toenmalige staatssecretaris mr. J.H. Grosheide van Onderwijs en Wetenschappen de lagere technische school "De Brug" aan de Du Meelaan openen. Daar kwam wat later de Lagere agrarische school van de Hollandse Maatschappij van Landbouw bij en zo ontstond de Samenwerkingsschool De Brug. 18 november 1977 kwam de oplossing van het zo ontstane ruimteprobleem met de opening van weer een nieuw gebouw.
De groei van de stad betekende dat het aantal mensen dat specifiek PC of RK onderwijs voor hun kinderen wilde toenam, waarmee de samenwerking in de Stichting Samenwerking Beroepsonderwijs Zoetermeer onder druk kwam te staan. Dat was overigens al voorzien bij de start van de samenwerking. Het PC en het RK onderwijs bouwden ieder een eigen school.
In 1976 ontstond het RK Alfrink College. De PC scholengemeenschappen Oranje Nassau en Willem van Oranje zijn later weer gefuseerd en zo ontstond in 1995 het Oranje Nassau College.

## Identiteit
Het ONC is een open, christelijke school, met als uitgangspunt de Bijbelse normen en waarden. Dagopeningen, vieringen en activiteiten rond godsdienst vormen een onderdeel van het onderwijsprogramma.

## Vestiging ONC Clauslaan
Het gebouw is in 2007 aangepast aan de toen nieuwe didactiek. De units hebben allemaal een vaste groep docenten. Zij verzorgen het onderwijs en begeleiden als coach het leren. Daarom wordt er al vanaf de brugklas aandacht aan besteed in de vorm van projectmatig onderwijs en samenwerkend leren. Werkvormen variëren van klassikale instructie, verkenning op het internet tot zelfstandig of gezamenlijk werken aan een opdracht. De school heeft een themacertificaat Welbevinden PO/SO van Mijn Gezonde School.

### Opleidingen aan deze vestiging
- vmbo basisberoepsgerichte leerweg (bbl) met eventueel een leerwerktraject (lwt)
- vmbo kaderberoepsgerichte leerweg (kbl) met een masterclass om eventueel te kunnen doorstromen naar de
- vmbo theoretische leerweg (MAVO)
- Lwoo leerlingen van de onderbouw hebben hun eigen leeromgeving, waar naast het onderwijs ook intensieve zorg en begeleiding gegeven wordt.

Er zijn aan de school ook internationale schakelklassen, voor leerlingen die nieuw zijn in Nederland en het Nederlands nog niet beheersen.  

## Vestiging ONC Parkdreef
De vestiging onderscheidt zich door extra aandacht voor bètavakken en bèta-activiteiten middels het Bèta Challenge Programma in de mavo en het Technasium in havo, atheneum en gymnasium. Het ONC is een Jet-Net school (Jongeren en Technologie), neemt deel aan het ‘Universum-project’ en biedt verschillende vakoverschrijdende bètaprojecten o.a. in samenwerking met Technische Universiteit Delft waarbij daar ook proefstuderen mogelijk is, evenals aan de Vrije Universiteit Amsterdam. 

### Opleidingen aan deze vestiging
De vestiging biedt aan opleidingen:
- gymnasium
- atheneum
- havo
- vmbo-tl

Voor leerlingen van havo, atheneum en gymnasium is het mogelijk een technasiumprogramma te volgen. 
In het gebouw zijn moderne practicumlokalen voor biologie, natuurkunde en scheikunde in een aparte vleugel, ateliers voor beeldende vorming en techniek, een aparte vleugel voor Bèta Challenge en Technasium, er is een multimediaruimte, een stilteruimte en grote aula, er zijn gymzalen en op iedere etage studiepleinen.

## Trivia
Als Zoetermeers college heeft het vaak de belangstelling van ministers en staatssecretarissen, omdat de ambtenaren van het Ministerie van Onderwijs, Cultuur en Wetenschap vanuit hun woonomgeving van oudsher goede contacten onderhouden.

### Bekende oud-leerlingen
Een aantal oud-leerlingen van ONC Parkdreef geniet inmiddels landelijke bekendheid. Rutger Bregman, onder meer bekend van zijn boek 'De meeste mensen deugen' is een alumnus van de school. Prof-wielrenner Dylan van Baarle, winnaar van onder meer de voorjaarsklassieker Parijs-Roubaix in 2022, heeft eveneens op ONC Parkdreef zijn diploma behaald. Andere bekende wielrenners die op ONC Parkdreef gezeten hebben zijn Loe van Belle en zijn zus Lisa van Belle .

## Coördinaten
- Clauslaan: 52° 3′ 12″ NB, 4° 29′ 11″ OL
- Parkdreef: 52° 3′ 58″ NB, 4° 30′ 44″ OL